# Castellaccia
Castellaccia est une frazione située sur la commune de Gavorrano, province de Grosseto, en Toscane, Italie. Au moment du recensement de 2011 sa population était de 101 habitants.
Le village est situé dans la Maremme grossetaine, le long de la route de Giuncarico à Ribolla.
Ancien village minier, se dressait ici une usine de la société Montecatini où le charbon arrivait de la mine de Ribolla par le chemin de fer Ribolla-Giuncarico. Le chemin de fer traverse encore aujourd'hui le centre du village.
Près de Castellaccia, se trouve la cave à vin contemporaine Rocca di Frassinello (it), conçue par l'architecte Renzo Piano en 2001 et construite entre 2003 et 2007.